# 珍寶珠

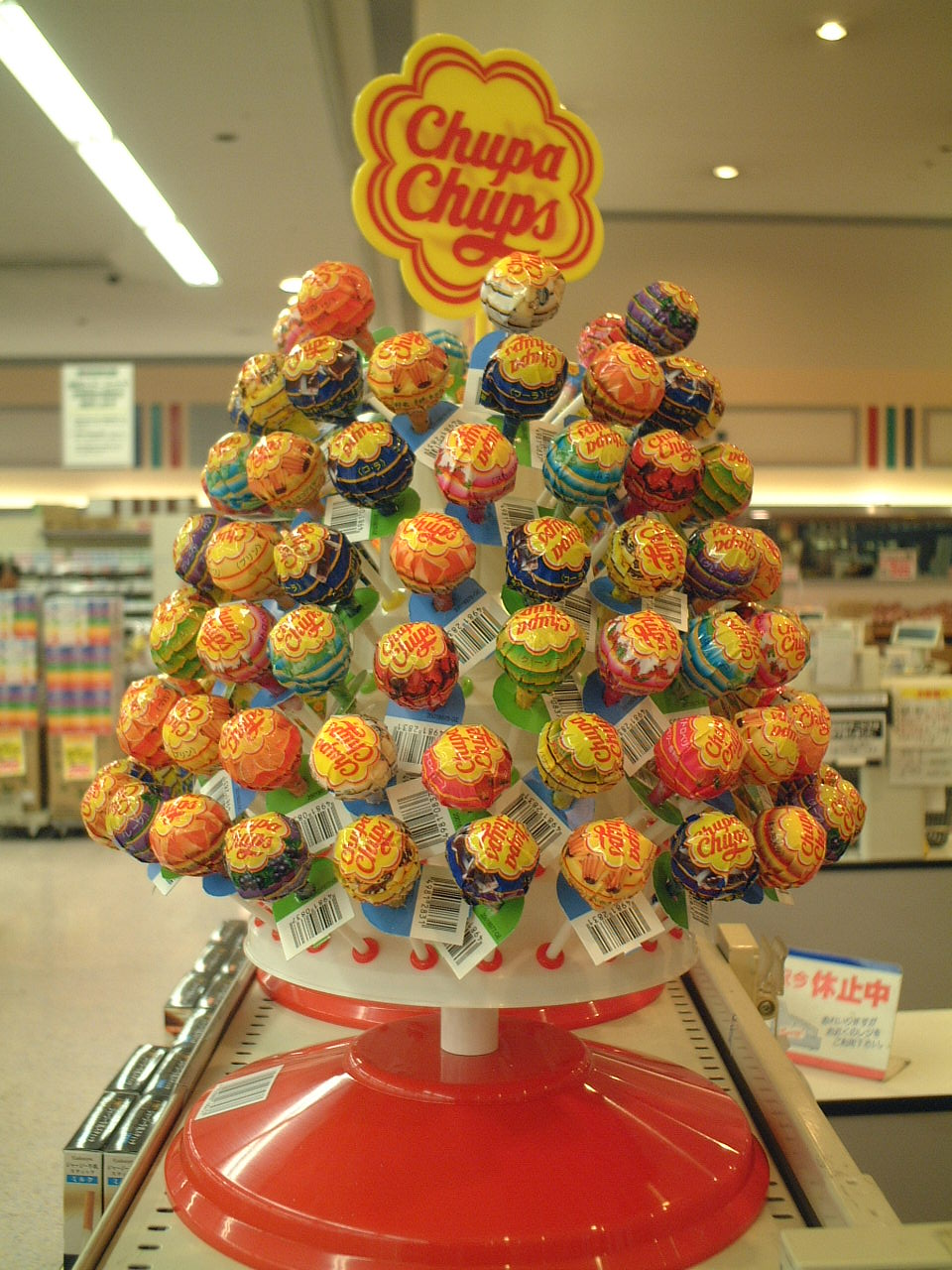
加倍佳

加倍佳，是由西班牙人恩里克·伯納特于1958年所創辦的一家棒棒糖公司，目前由荷蘭義大利跨國公司不凡帝范梅勒所擁有。

## 歷史
加倍佳（Chupa Chups）棒棒糖始於20世紀50年代美麗的西班牙巴塞隆那。恩里克·伯納特的祖父约瑟夫·伯纳特是西班牙製造糖果的第一人，最初銷售的珍寶珠是糖粒，小朋友們都很喜歡。但是恩里克·伯納特先生發現吃這樣的糖果最大的問題是糖太大了，無法在短時間內吃完，小朋友會弄得很髒，父母也不支持小孩吃糖。所以恩里克·伯納特先生靈機一動，想到為何不加上根棒子呢，方便又有趣。因而，在1958年第一根加倍佳棒棒糖被生產出來了，因為酷炫長相和人見人愛的味道，很快就成為西班牙鼎鼎有名的人物。
70年代，恩里克·伯納特先生為了讓加倍佳更具藝術氣質和國際品位，特請聞名全球的超現實主義畫家達利先生為其設計，便有了後來如雛菊般的容顏的標誌，也作為家喻戶曉的經典形象沿用至今。
加倍佳很快就佔據了西班牙的國內市場後，70年代起開始向世界拓展，在歐洲，澳洲以及亞太地區市場表現尤為突出。由於產品的不斷創新和精益求精，加倍佳成為了風靡世界的棒棒糖品牌，在全球100多個國家銷售，市場份額高達28%，佔絕對領導地位，開創了一個偉大的棒棒糖時代。
在2006年，加倍佳加入了不凡帝範梅勒，無疑這將鞏固珍寶珠的品牌以及不凡帝世界級公司的領導地位。
2014年，加倍佳推出全新系列加倍佳“瘋舌頭”，據說吃法多種多樣，但直到現在卻依舊是一個謎。只有自己親自嘗試才能體味樂趣與滋味。

## 商標
商標伯納特先生為了讓珍寶珠更具藝術氣質和國際品位，特請聞名全球的超現實主義畫家達利先生為其設計，便有了後來如雛菊般的容顏的標誌。
不凡帝家族於50年前創建的義大利不凡帝公司與有100年歷史的荷蘭上市範梅勒集團合併成立了不凡帝範梅勒集團，成為全球最大的糖果生產企業之一，專業從事各種糖果和膠姆糖的生產和銷售。旗下擁有數十個品牌近百個產品，是當今糖果業當之無愧的驕子。

## 分銷途徑
- 商店
- 雪糕車
- 便利店